# McCall (Idaho)
McCall ist ein Erholungsort im Valley County im US-Bundesstaat Idaho, der südlich des Payette Lake im Payette National Forest liegt. Das U.S. Census Bureau hat bei der Volkszählung 2020 eine Einwohnerzahl von 3.686 ermittelt.

## Geschichte
Vor der ersten Besiedlung durch Europäer lebten in dieser Gegend die Tukuaduka-Shoshone und die Nez Perce. Anfang des 18. Jahrhunderts gelangte der Pelzhändler François Payette in die Gegend. 60 Jahre später kamen die ersten Bergleute auf der Suche nach Gold in die Gegend. Sie nannten ihre Siedlung Lake City, die Suche verlief jedoch erfolglos, sodass sie weiterzogen. McCall entstand von 1889 bis 1891 durch Thomas McCall und seine Familie. Er kaufte ein Stück Land am Payette Lake und baute darauf ein Haus, eine Schule, ein Hotel und eine Poststelle. Weiterhin kaufte er eine Sägemühle von der Warren Dredging Company, die er später an die Hoff & Brown Lumber Company verkaufte. 
Anfang des 20. Jahrhunderts erlangte der Tourismus weitere Bedeutung: 1902 wurde ein weiteres Hotel, 1906 ein Zeltcampingplatz (Sylvan Beach Resort) am Payette Lake und 1907 eine Gaststätte eröffnet. Mit der Eröffnung der Oregon Short Line (später die Idaho Northern and Pacific Railroad) 1914 wurde McCall der Tourismus als wichtige Einnahmequelle gesichert. 1917 erlangte McCall den Status als Village. 
1943 wurde vom United States Forest Service hier in McCall das landesweit einzige Feuerspringer-Trainingslager gegründet. 1965 wurde auf einer Halbinsel der Ponderosa State Park unter Schutz gestellt.

## Verkehr
McCall liegt am Idaho State Highway 55, der hier Payette River Scenic Byway heißt. Außerdem gibt es südlich des Ortes den Gemeindeflughafen McCall Municipal Airport.

## Skigebiete
In McCall gibt es die drei Skigebiete Little Ski Hill, Brundage Mountain und Tamarack. Ersteres hieß früher Payette Lakes Ski Area und wurde 1937 als zweites Skigebiet in Idaho nach dem Sun Valley für Waldarbeiter gegründet. Heutzutage wird auf dem Gebiet ein T-Bar-Lift betrieben, der Höhenunterschied der Strecken beträgt 123 m vom höchsten, 1706 m hohen Punkt.
Das Skigebiet Brundage Mountain liegt nordwestlich von McCall und wurde im November 1961 eröffnet. Zurzeit gibt es dort fünf Sesselbahnen, wovon zwei im Sommer 2007 neu gebaut wurden. Die Strecken überwinden einen Höhenunterschied von 548 m vom höchsten, 2328 m hohen Punkt. 
Das Skigebiet Tamarack wurde im Dezember 2004 eröffnet und hat einen Höhenunterschied von über 823 m, vom höchsten, 2335 m hohen Punkt gemessen. Es befindet sich westlich des Cascade Reservoir und hieß bis in die 1990er Jahre WestRock.

## Persönlichkeiten
- Lyle Nelson (* 1949), Biathlet
- Scott Patterson (* 1992), Skilangläufer

## Sonstiges
1940 wurde hier der Hollywood-Film Nordwest-Passage gedreht.